# Samantha Sheehan
Samantha Sheehan (Cincinnati, 20 de mayo de 1986) es una gimnasta artística estadounidense, medallista de bronce mundial en 2002 en el ejercicio de suelo.

## 2002
En el Mundial celebrado en Debrecen (Hungría) gana el bronce en el ejercicio de suelo, quedando por detrás de la española Elena Gómez (oro) y de la neerlandesa Verona van de Leur (plata).